# Pierre Gouletquer
Pierre-Louis Gouletquer es un investigador francés nacido el 8 de marzo de 1939. Es especialista del estudio de la sal en la Protohistoria y del Mesolítico. 
Ingresa en el CNRS en 1964 como geólogo, en el departamento dirigido por Pierre-Roland Giot en la Universidad de Rennes. Más tarde, formará parte del «Centre de recherche bretonne et celtique» (CRBC) de la Universidad de Bretaña occidental, Universidad de Brest.
En 1970 defiende su tesis de arqueología prehistórica sobre las tecnologías protohistóricas de la sal en Armorica. Realizara junto con Edmond Bernus y Suzanne Bernus numerosas misiones etno-arqueológicas en África occidental.
Poco tiempo después, en 1972–1973, romperá con el laboratorio de Rennes para trabajar exclusivamente en el CRBC. En este centro de científico de Finistère centrara su investigación en las ocupaciones mesolíticas. Sus prospecciones presentan la característica de estar abiertas al público en general interesado por la arqueología.
Estas experiencias le permiten escribir artículos fundamentales sobre el Mesolítico y desarrollar una reflexión original sobre el concepto de territorio en su libro Préhistoire du futur (1979, 2022). El autor inicia en esta obra su proyecto de reflexión heterodoxa en torno a la disciplina arqueológica.
Pierre Gouletquer se basa sobre estas experiencias para orientar su enfoque crítico de la arqueología y desarrollar un acercamiento original hacia la cultura popular (conferencias para todos los públicos, jornadas de puertas abiertas, exposiciones), implicando a los aficionados de la disciplina. A partir de los años 1990 se consagra al arte de la narración, publicando varias obras: Ils inventaient le temps. Barnenez, chants du Néolithique profond (sobre el Cairn de Barnenez) en 1991 y Trotte-Silex en 2020.